# Albrecht Andreas von Ramdohr

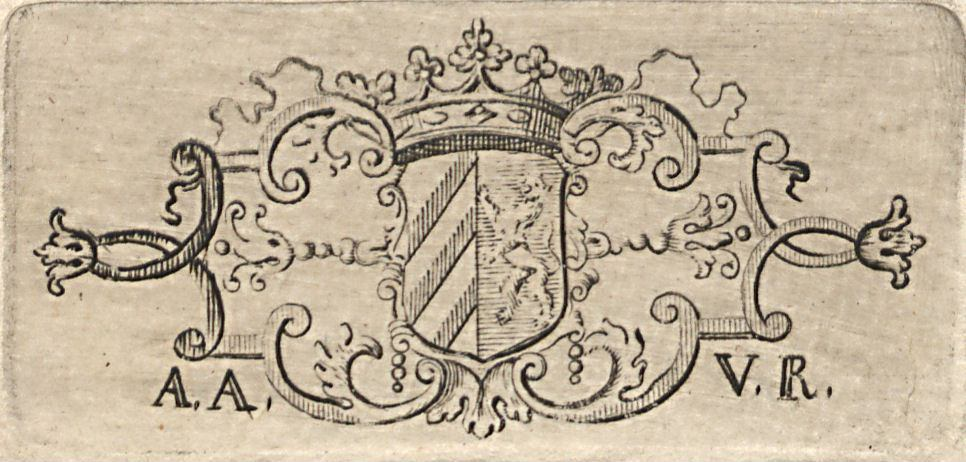
Exlibris des Albrecht Andreas von Ramdohr um 1720

Albrecht Andreas Ramdohr, ab 1716 von Ramdohr (* 3. Oktober 1649 in Braunschweig; † 6. März 1730 in Stade), war ein kurhannoverscher Hofgerichtsassessor, Archivdirektor und während des Großen Nordischen Krieges Teil des Regierungsrates.

## Leben

### Herkunft
Albrecht (auch: Albertus) Andreas von Ramdohr war der älteste Sohn von Andreas Ramdohr und Dorothea Schulte (Tochter des Kirchenoberältesten Albrecht Schulte von Sankt Petri und der Gertrud von der Fechte). Die Eltern haben im Jahre 1647 geheiratet. Sein Vater starb infolge von Überarbeitung am 22. Juli 1656 in Braunschweig, als Albrecht Andreas noch im Kindesalter war. Seine Mutter heiratete 1659 in zweiter Ehe den späteren Syndikus des Fürstentums Halberstadt, Melchior Juncker (auch: Jungkherr), der 1659 in Braunschweig als Jurist promoviert hatte. Es ist anzunehmen, dass der Stiefvater Einfluss auf die Erziehung des Albrecht Andreas sowie seiner Schwester Catharina Armgard (1648–1672) nahm, da beide Geschwister ihre Nachkommen auf den Vornamen Melchior tauften. Catharina Armgard starb jedoch nach der Heirat in Braunschweig im April 1670 mit dem Hildesheimer Kaufmann Christian Wilhelm Dörrien (1647–1686) und dem frühen Tode ihrer Söhne (Andreas Johann und Melchior Friedrich) ebenfalls recht bald. Albrecht Andreas hatte ferner noch drei weitere Schwestern, die im Kindesalter verstarben.

### Frühe Laufbahn und Erwerb des Gutes Drübber
Zunächst findet sich Albrecht Andreas Ramdohr in den Matrikelbüchern der Universität Helmstedt bereits im August 1659 und erneut am 5. März 1668. Um 1674 wurde er dann an der Universität in Frankfurt an der Oder immatrikuliert. Dort schloss er am 19. April 1677 auch seine erste Ehe mit Maria Theodora Heinsius (* 2. April 1658 in Frankfurt/Oder; † 28. April 1689 in Celle), Tochter des Superintendenten Martin Heinsius (* 1610 in Frankfurt/Oder; † um 1667) und der Theodora geb. Kupfer, aus der 3 Söhne entsprangen, die sämtlich Amtmänner wurden und später das Gut Scharnebeck und das Rittergut Sülbeck im Amt Lüne erwarben.
Am 6. Januar 1680 wurde Ramdohr als Nachfolger von Heinrich Heldberg unter beiderseitigem Vorbehalt halbjährlicher Kündigung als Vorsteher des Celleschen Archivs ansgetellt. Herzog Georg Wilhelm gewährte ihm die üppige Besoldung von „300 Thalern, dazu Kostgeld 70 Thaler; für einen Diener 37 Thaler 18 Mariengroschen; Hausmiete 30 Thaler. Deputat: einen feisten Ochsen oder 20 Thaler; 3 feiste Schweine oder 21 Thaler; 4 feiste Hämmel oder 5 Thaler 12 Mariengroschen; 6 Scheffel Roggen und 3 Scheffel Gerste.“ Im Jahr 1682 belief sich der Sold auf 512 Taler, 6 Kreuzer. Am 17. Juni 1685 wurde er durch Kilian von Schrader (Sohn von Christoph Schrader) abgelöst, der vom Hofgerichtsassessor zum Archiv-Vorsteher aufstieg.
Im Jahr 1686 wurde Ramdohr zum Herrn auf dem Rittergut Drübber. Durch Tauschverhandlungen mit der Landesherrschaft und mit Privatpersonen gelang es ihm, das Gut bedeutend abzurunden und zu vergrößern. So kaufte er 1689 eine Galerieholländer-Mühle in Dörverden von den Erben des königlich schwedischen Landrats Johann von Sandbeck, dem Besitzer des Guts Stedebergen, der diese seit 1663 besessen hatte. Ebenfalls im Jahr 1689 verstarb seine erste Gattin, deren Leichenpredigt in Celle von Franz Eichfeld vorgetragen wurde.
So folgte am 17. Juni 1690 in Celle die zweite Heirat mit Sarah Bacmeister (* 1670 Celle; † 1744 Stade, Tochter des verstorbenen Hofrates Georg Michael Bacmeister und der Ilse Dorothea geb. Engelbrecht). Aus dieser Ehe entsprangen die sieben jüngeren Kinder Ramdohrs.
1695 führte Ramdohr die Titel eines Geheimen Kammerrats und Kanzleidirektors. Er reiste auf diplomatischer Mission nach Berlin. Sein Gut Drübber erweiterte er 1698 um eine Mühle bei Dörverden (eine Bockmühle, die aus dem Besitz der Gebrüder von Klencke am 19. Oktober 1644 an Yobst von Münchhausen übergegangen war; 1854 bis 1958 auch Wintersche Holländermühle genannt).

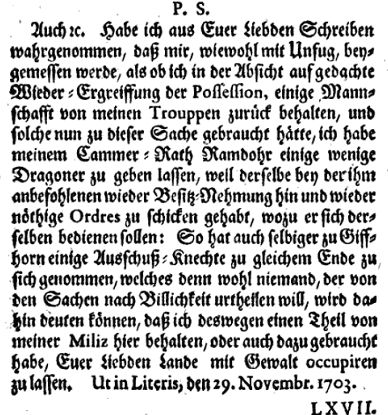
Exzerpt aus Johann Christian Lünig: Die Teutsche Reichs-Cantzley..., Leipzig 1714, S. 182

Ramdohrs Karriere als Kammerrat des Herzogs Georg Wilhelm erreichte ihren Höhepunkt in diversen Gebietsstreitigkeiten zu Zeiten des Nordischen Kriegs. Am 29. November 1703 wird in einem Antwortbrief des Herzogs an seinen beleidigten Verwandten Rudolf August zur ersuchten Rückgabe eines auf dessen Befehl von den Schweden reokkupierten, vormals geräumten Landstrichs in Campen Ramdohrs militärische Befugnis angesprochen, die sich faktisch jedoch lediglich auf die Entsendung bewaffneter Kuriere beschränkte:

„[…] habe meinem Cammer-Rath Ramdohr einige wenige Dragoner zu geben lassen, weil derselbe bey der ihm anbefohlenen wieder Besitznehmung hin und wieder nöthige Ordres zu schicken gehabt, wozu er sich derselben bedienen sollen: So hat selbiger zu Gifhorn einige Ausschußknechte zu gleichem Ende zu sich genommen, welches denn wohl niemand […] wird dahin deuten können, daß ich deswegen einen Theil von meiner Miliz hier behalten[…]“

### Verwalter im Dienst der Prinzessin von Ahlden von 1706 bis 1709
Am 17. Mai 1706 erhielt Ramdohr von Kurfürst Georg Ludwig den Befehl, seine in den Hausarrest verbannte Ex-Gattin, die Prinzessin von Ahlden, bei der Administration ihrer Subsistenzämter zu unterstützen. Zusammen mit dem Geheimen Rat Weipart Ludwig Fabricius oblag es Ramdohr zudem, Verhandlungen mit der Prinzessin über den Allodialnachlass ihres Vaters zu führen. Diese kam Ramdohr und Fabricius mit der Erklärung entgegen, dass sie alle Erbschaftsfragen dem Kurfürsten überlasse. Hierauf wurde der Prinzessin zumindest freigestellt, die Verwaltung ihres Besitzes selber zu regeln oder der kurfürstlichen Kammer zu überlassen. Die Prinzessin entschied sich für Ersteres und nahm am 30. Oktober 1706 mittels einer eigenhändig verfassten Bestallung Ramdohr als Verwalter der ihr übertragenen Ämter, Zölle und Zehnten in ihren Dienst.
Über seine Pflichten hinaus fungierte Ramdohr damals (nachweislich durch das Mitteilen politischer Neuigkeiten, am 1. Dezember 1706) auch als Gesellschafter und Sprachrohr der inhaftierten Prinzessin. So wurden an ihren ehemaligen Gemahl gerichtete Wünsche durch Ramdohr und Fabricius umformuliert und nach Hannover übermittelt. Am 8. Mai 1707 erbat sich die Prinzessin über Ramdohr beispielsweise die Anwesenheit jüngerer Gesellschafterinnen für ihre Haft im Schloss Ahlden. Ramdohrs Dienste für die Prinzessin endeten am 18. Mai 1709, als er durch Graf Heinrich Sigismund von Bar (1655–1721) abgelöst wurde.
Im August 1712 wurde Ramdohr als Nachfolger des Justizrats Paul von Püchler zum lebenslangen Dekan des Stifts Ramelsloh gewählt. Zudem war er fürstlich-wolfenbüttelischer Amtsrat, Hofgerichtsassessor in Celle und Kammerrat in Celle. Sein Sohn aus erster Ehe, Heinrich Gustav von Ramdohr, blieb bis 1714 Amtmann in Ahlden.

### Beförderungen und Inbesitznahme von Bremen-Verden 1713 bis 1720
Dänemark hatte bereits im Feldzug 1676 und erneut 1712 die vormals schwedischen Herzogtümer Bremen und Verden erobert und am 26. Juni 1715 an Hannover verkauft. Ramdohr, befördert zum Geheimen Kammerrat, war am Vollzug der Übernahme als kurhannoverscher Gesandter in Bremen und Stade beteiligt.
Ramdohr und sein Cokommisarius, der Geheime Kammerrat von Schloen gen. Gehle, wurden am 3. August 1715 vom Kurfürst (seit 1714 als Georg I. König von Großbritannien) zur Übernahme des Verwaltungssitzes der Herzogtümer nach Stade entsandt. Die dortige dänische Regierung konnte noch eine Woche später das Hinauszögern der Übergabe mit dem Ausbleiben diesbezüglicher Befehle aus Kopenhagen entschuldigen. Zudem wiesen Ramdohr und von Schloen am 9. August den Kurfürsten vorsorglich darauf hin, dass schon 1680 die Übernahme des Bremer Domviertels daran gescheitert war, dass Bremen als Reichsstadt auf den kaiserlichen Vorbehalt verwies, der selbst über das schwedische Eigentum dort verfügen wollte.
Dennoch erteilte der Kurfürst seinen beiden kommissarischen Beauftragten am 14. August 1715 eine Vollmacht zur Inbesitznahme der Herzogtümer. Ramdohr erschien mit dieser nun in Bremen, um die schwedische Beamtenschaft auf den hannoverschen Monarchen zu verpflichten, die jedoch auf Weisung des bisherigen schwedischen Generalgouverneurs Graf von Vellingk jegliche Anerkennung der neuen Herrschaft verweigerten. Ramdohr nahm in Gegenwart von Notar und Zeugen den Bremer Dom in Besitz, ließ schwedische Wappen am Dom und Palatium entfernen und durch hannoversche ersetzen. Graf Vellingk wechselte diese aber umgehend wieder aus und führte auch die Jahre danach unbekümmert seine Amtsgeschäfte im Bremer Domgebiet, inmitten der von Hannover besetzten Stadt, fort. Dies führte zu grotesken Situationen, als Zar Peter der Große bei einem Besuch in Bremen, nur wenige hundert Meter von der Residenz des verfeindeten schwedischen Generalgouverneurs entfernt, Quartier im St. Ansgarii-Kirchhof nahm. Erst nach weiteren fünf Jahren konnte Vellingk zum Verlassen seines Amtssitzes bewegt werden.
Nachdem auch die dänische Verzögerungstaktik bezüglich der Übergabe durch das Erscheinen einer englischen Flotte unter Admiral Norris in der Ostsee und dank finanzieller Vorvereinbarungen ein Ende gefunden hatte, erging am 2. Oktober 1715 seitens der dänischen Vorregierung der Herzogtümer eine Aufforderung an Landräte, Ritterschaft, Klerus und weitere hohe Amtsträger, zum 14. Oktober Abgeordnete nach Stade zu entsenden, um vom geleisteten Eide entbunden, an König Georg I. verwiesen und ... wieder angenommen zu werden. Als Reaktion kündigte der deutsch-dänische Staatsrat und Kammerdirektor von Stade, Andreas Weyse, am 10. Oktober an, dass er sich beim Einmarsch der Hannoverschen Regimenter im Tor finden lassen werde, um daselbst die Wechsel von den kurfürstlichen Bevollmächtigten entgegen zu nehmen und ihnen dagegen die Quittung einzuhändigen. Dies monierten die Gesandten Ramdohr und Gehle als ganz unanständige Sache, die ihre Person und zugleich auch die hohen Herrschaften mit betreffe, die Übergabe der Stadt unter dem Tore zu regeln. Man einigte sich, dass um der hohen Dignität der beiden König willen die Wechsel auf der Kammer in Stade ausgehändigt werden sollten, um den Kauf der Herzogtümer zu vollenden. Am 14. Oktober fanden sich die Vertreter des Landes, Grafen, Beamte, Richter u. a. tatsächlich im Rathaus in Stade ein. Als die beiden hannoverschen Räte Ramdohr und Gehle in den großen Saal eintraten, in dem sich die dänische Regierung so versammelt hatte, erklärte der erste Staatsrat und Oberlanddrost der Grafschaft Oldenburg, Pritzbuer, dass der dänische König ein Bündnis mit Georg I. eingegangen und nun zur Abtretung von Bremen und Verden entschlossen sei. Hiernach akzeptierte Gehle die Übernahme, worauf der Oberlanddrost die Stände ihres bisherigen Eides auf den dänischen König entband. Ramdohr und Gehle begnügten sich mit einem vorläufigen Handschlag und versicherten, die althergebrachten Rechte des Landes zu wahren. Faktisch wurde daraufhin der Krieg gegen Schweden verkündet.

### Regierungsrat in Stade ab 1715
Ab 15. Oktober 1715 übernahm Großbritannien somit die Hoheit über die Herzogtümer Bremen und Verden von Dänemark vor Ort. Die Elbfestung Stade wurde am 17. Oktober mit kurhannoverischen Truppen besetzt, und Bremen und Verden wurden Eigentum des englischen Königs. Im Dezember 1715 regelte Ramdohr als großbritannischer Geheimer Hof- und Kammerrat in Stade auch die Übernahme der mit 21 Kanonen bestückbaren, vormals schwedischen Elbzollfregatte Bremer Schlüssel unter Schiffskapitän Johann Sohnholtz. Ramdohr berichtete dabei fälschlicherweise vom Bau dieses Schiffs im schwedisch okkupierten Hamburg etwa um 1707, obwohl das Schiff bereits ab 1695 im Dienst stand.
Während Cord Plato von Schloen, gen. Gehle bald wieder nach Hannover zurückkehrte, blieb Ramdohr als Regierungsrat in Stade. Das kurhannoverische Konsistorium für die Herzogtümer wurde 1716 eingesetzt und umfasste bis 1730 acht Regierungsräte. Den Vorsitz hatte nach Cord Plato von Schloen ab 1716 nun Johann Friedrich von Staffhorst inne, an zweiter Stelle stand Albrecht Andreas von Ramdohr, an dritter Gustav Carl von Scharnhorst (1670–1737), an vierter Johann Diecmann usw.
Am 16. Juli 1716 wurde Albrecht Andreas von Ramdohr der Reichsadel seitens des Kaiserhofs in Wien bestätigt. Wohl verbunden mit der Annahme der Stelle als Regierungsrat, ab 1719 als Regierungsreferendar, in Stade, veranlasste er 1716 auch den Verkauf des von seinem Schwager, Hofrat Bacmeister, übernommenen Hauses in Celle, Rundesstraße 3, an den Vizepräsidenten des Oberappellationsgerichts, Georg Friedrich von Marquard († 1740). Der Adelsstand für Albrecht Andreas von Ramdohr wurde 1719 von kurhannoverischer Seite anerkannt.
Durch die Unterzeichnung und Ratifizierung des Präliminarfriedens mit Kurhannover-Großbritannien seitens der neuen schwedischen Königin Ulrika Eleonora im November 1719 in Stockholm fielen die Herzogtümer Bremen und Verden nun auch per Friedensvertrag zwischen den ehemaligen Kriegsparteien an Kurhannover. Mit einer erneuten Vollmacht des englischen Königs, ausgestellt im St James’s Palace am 10. Mai 1720, wandten sich Ramdohr und Staffhorst am Nachmittag des 22. Juli 1720 an den kaiserlichen Notar Albertus Coch in Bremen, um den widerspenstigen schwedischen Gouverneur Vellingk nun endgültig aus seinem Amtssitz zu treiben. Am nächsten Morgen um 10 Uhr erwirkten Ramdohr und Staffhorst unter Aufsicht des Notars und zweier Zeugen dann auch tatsächlich die Übergabe des Doms und Palatiums und somit den überfälligen Abschluss der Feindseligkeiten, was zum Hamburger Vergleich führte. Die kaiserliche Belehnung des englischen Königs mit den Herzogtümern Bremen und Verden erfolgte erst im Jahre 1733.

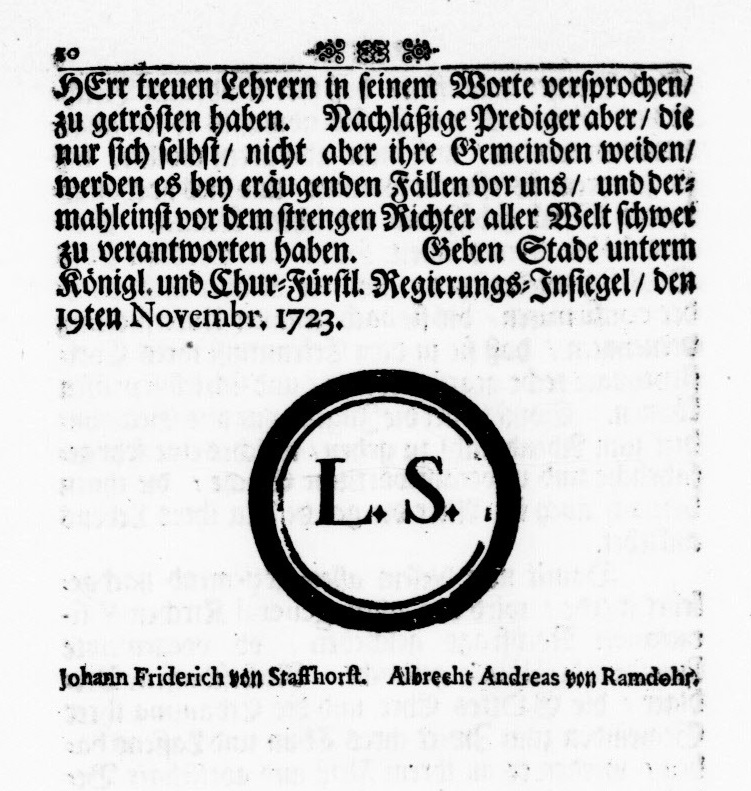
Siegelseite der Verordnung zum Gesenius-Katechismus 1723

### Rücktritt wegen der Affäre um Deichinspektor Jakob Owens
Albrecht Andreas von Ramdohr blieb als Regierungsrat in Stade, wo er mit seiner zweiten Frau Sarah geb. Bacmeister und den jüngeren seiner sieben Kinder lebte. Für seinen jüngsten Sohn nahm er 1721 den Philologen Justus Diederich Heidmann als Hauslehrer in seine Dienste. Ramdohr war an mehreren Regierungsverfügungen beteiligt, unter anderem erließ er am 19. November 1723 eine Verordnung des englischen Königs zur Einführung des Katechismus von Gesenius in Bremen und Verden, der jedoch Februar 1724 auf Drängen der Stände wieder aus dem Verkehr gezogen wurde, verabschiedete zusammen mit Staffhorst und Engelbert Johann von Bardenfleth eine Verordnung zum Ballastabwurf in die Weser am 13. Dezember 1723 und war für diverse Projekte im Bauwesen verantwortlich.
Später belastete sich Ramdohr durch Begünstigung und Verstrickung bei der Unterschlagung von fast 400.000 Reichstalern Baugeld für Sturmflutdeiche in der Affäre um den korrupten Oberdeichinspektor Jacob Ovens. Trotz immenser Schulden kam der Deichbau bei Kehdingen und Wischhafen, bis auf provisorische Behelfskonstruktionen aus Sandsäcken, versenkten Schiffen und Faschinen, über die Jahre kaum voran, und nach Ovens gescheiterter Flucht aus der Untersuchungshaft wurde Ramdohr am 7. November 1724 auf eigenes Ersuchen aus dem Amt entlassen. Die ungeklärten Vorfälle dieser Affäre lieferten auch den Rahmen zu einer 2009 veröffentlichten Kriminalerzählung. Ungeachtet seiner einseitigen Parteinahme für Ovens blieb Albrecht Andreas von Ramdohr jedoch, wohl wegen seiner langjährigen Stellung im Staatsdienst, von späteren strafrechtlichen Untersuchungen verschont und blieb bis zum Tode am 6. März 1730 in Stade ansässig. Zu seinem Nachfolger als Secretarius wurde 1724 der durch Staffhorst empfohlene Richter Johann Georg Pauli aus Oberndorf, zum Nachfolger als Regierungsrat 1725 der Assessor beim Wismarer Obertribunal, Sebastian von der Lieth, Herr auf Wiegersen, bestallt.

## Familie und Nachkommen

### Kinder aus erster Ehe (Frankfurt a.O., 1677) mit Maria Theodore Hensius
- Melchior Albrecht von Ramdohr (* 8. August 1678 Celle; † 29. Mai 1727 Bardowick), Amtmann und Besitzer des Gutshofs Scharnebeck, erwarb den landtagsfähigen Gutshof zu Sülbeck im Amt Lüne[29]; ⚭ Anna Sophia Erberfeld (* 1679 in Helmstedt; † November 1760)[30]
  - Georg Wilhelm von Ramdohr (ca. 1703–1783), von 1750 bis 1769 Canonicus im Dom Bardowick
  - (?) Albrecht Daniel von Ramdohr (* um 1708; † nach 1773) aus Celle, Landrentmeister, 1752 Bewohner des Guts Sülbeck
  - Sara Theodora von Ramdohr (* 1708; † 1756 Neuhaus) ⚭ Johann Wilhelm Reinbeck[31]
  - Maria Louise von Ramdohr (* 23. August 1710 Scharnebeck; † 18. Oktober 1778 Bergen)[32] ⚭ 1733 Bardowick mit Pastor Johann Gregorius Fesser († 1779 in Bergen)
- Heinrich Gustav von Ramdohr (Celle, * um 1679; † 1730), bis 1714 Amtmann zu Ahlden, dann Amtmann zu Harzstedt; ⚭ Anna Elisabeth Voigt
- Johann Andreas von Ramdohr (* um 1681; † 1732), Landrentmeister in Lüneburg, Celle; ⚭ 1706 mit einer Enkelin des Christoph Schrader, Catharina Marie Elisabeth von Schrader. Sie war Tochter des Kilian von Schrader (* 1650; † 25. September 1721) und heiratete um 1734[33] erneut, nämlich einen Landrat von Rumohr.
  - (?) Fridericus Andreas von Ramdohr; um 1732 als lediger Studiosus der vierte der Canonici Residentes im Stift Ramelsloh. Dritter Canonicus war der Studiosus Paul Christian Heldberg[34]

### Kinder aus zweiter Ehe (Celle, 17. Juni 1690) mit Sarah Bacmeister
Sarah Bacmeister (* 15. März 1670 Celle; † 16. März 1744 Stade) war Tochter des lettischen Hofrats Georg Michael Bacmeister (* 7. März 1625 Lüneburg; † 28. Juli 1678 Celle), Sohn des Syndicus Henricus Bacmeister (* 1. Februar 1584 Rostock; † 5. April 1629 Lüneburg) und der Sara Dorothea Bacmeister, geb. Reiser (* 22. März 1599 Lübeck; † 1634 Lüneburg), und seiner 1661 geehelichten Gattin Ilse Dorothea Engelbrecht (* 3. Juni 1642 in Einbeck; † 1706 in Wienhausen), einer Enkelin des wolfenbüttelischen Kanzlers Arnold Engelbrecht (1582–1638). Am 10. Mai 1742 spendete sie 40 Reichstaler an die Tranquebar-Mission. Nach ihrem Tod und Überführung aus Stade wurde sie im 1728 östlich des Chores von St. Cosmae angebauten Erbbegräbnis Dormitorium Ramdohrianum in Dörverden beigesetzt.
- 1) Christian Ludwig von Ramdohr (* 1691 Celle; † 4. August 1731), ab 25. September 1710 Universität Halle, um 1719 Auditor in Hannover, 1724 Referendar in Stade, später Amtmann zu Ahlden und Sekretär der Regierung in Hannover ⚭ zu Celle am 14. Februar 1720 mit Dorothea Charlotte Thies (* 18. Oktober 1698 Celle; † 25. Juli 1769 ebenda), Tochter des Geheimen Kammerrats Rudolph Thies und der Ilse Margarethe Tappen
  - Andreas Rudolph von Ramdohr (* 4. März 1722 Stade; † 3. Februar 1754 Göttingen)[42], Vikar des Stiftes Bardowick, Dr. iur. utr. zu Göttingen 13. Oktober 1753, Autor 1754 „Gedanken bei dem Tode eines Freundes“
  - Ludwig Wilhelm von Ramdohr (* 1727 in Ahlden; † 18. August 1768 in Hannover), immatrikuliert 1747 in Göttingen, als cand. iur. im Archiv beschäftigt, am 25. Mai 1752 zum Geheimen Kanzleisekretär im calenberg. Archiv bestallt.[43]
  - Christian Ludwig von Ramdohr (* 22. Februar 1732 in Hannover)
- 2) Georg Wilhelm (* 30. Januar 1693 Celle; † 14. Juni 1755 Drübber), Erbherr auf Drübber, kurfürstlicher Hofsekretär und 1732 Assessor zu Hannover, ⚭ am 27. September 1721 ebenda Helene Luise Cramer (* 1703 Hannover; † 5. Januar 1793 Celle; beigesetzt im Erbbegräbnis Dormitorium Ramdohrianum in Dörverden am 13. Januar 1793); mindestens vier Nachkommen
  - Sara Margarethe von Ramdohr (1722–1780), ⚭ Johann Just von Berger, königlich-dänischer Leibarzt
  - Alexander Andreas von Ramdohr (1724–1782), Dr. iur. utr. Göttingen 1746, dann Land- und Schatzrat, ⚭ Johanna von Borries (Eltern des Basilius von Ramdohr)
  - Georg Wilhelm von Ramdohr (1726–1797; getauft 3. Mai 1726), Generalleutnant, Inhaber des Dragonerregiments von Ramdohr von 1781 bis 1797
  - Augustus Arnold Heinrich von Ramdohr (getauft 1. September 1729)[44]
- 3) Friedrich August von Ramdohr (* 6. Oktober 1695 Celle; † ?), Fürstlich-Holsteinischer Etat- und Justizrat. Nachkommen nicht namentlich bekannt.
  - (?) Fredrik August v. Ramdohr (aus Hannover), ab 2. November 1754 im Dienst der V.O.C. als Sergeant an Bord des Schiffs Stadwijk für die Kammer Amsterdam[45]; vermisst im Juni 1755 noch vor der Landung in Batavia[46], d. h. möglicherweise in der Koromandelküste
- 4) Sarah Dorothea (* 26. Februar 1697; † 1724 Nienburg), ⚭ 1713 mit dem Oberamtmann zu Stolzenau[47], Hinrich Christoph von Hugo (1685–1764) in Celle; sieben Kinder, davon eine Tochter Luise Sara (1714–1789) ⚭ 1730 Johann August von Berger
- 5) Gottlieb Christian (* 13. Oktober 1700; † 1773), um 1724 bei der Garnison in Stade, 1758 kommandierender Oberstleutnant im Regiment Dreves bei der Besetzung von Roermond.
- 6) Margaretha Louise (* 8. Oktober 1705; † 10. Januar 1790 Celle), ⚭ 1726 Leibmedikus Johann Samuel von Berger (1691–1757; Sohn des Johann Heinrich von Berger). Aus dieser Ehe entsprangen sieben Söhne sowie zwei Töchter,[48] unter anderen August Gottlieb von Berger und Valentin von Berger.
- 7) Albrecht Andreas (* 6. April 1709 Celle; † 18. Juni 1775 Stade), wurde 1732 Dr. iur. utr. und hielt Willkommensrede auf Einzug des neuen Herzogs in Helmstedt, 1735 Syndicus in Verden und Hofgerichtsassessor, Geheimer Kammer- und Regierungsrat in Stade, ⚭ in Verden am 11. August 1736 Louise Sophie Kotzebue (* 1714 Amt Westen; † 3. Oktober 1794 Wienhausen, Tochter des Oberamtmanns in Westen Georg Carl Kotzebue und der Anna Katharina Lindinger); 1740–1769 Oberappellationsrat in Celle. Freimaurer und Schriftsteller.[49] Sieben Kinder mit zahlreichen Nachkommen.
  - Karl Albert Levis von Ramdohr (1737–1810), kurhannoverscher Dragonerhauptmann, ⚭ 1765 mit Anna Klara Juliane Pollmann
    - Albrecht Andreas von Ramdohr (* 1760; gefallen als Fähnrich 1795)
    - Georg Wilhelm Alexander (* 1772; † 19. März 1846 Springe), Rittmeister in Waterloo; ⚭ Bilm 4. März 1804 Juliane Friederike Sophia von Lüpke a. d. H. Everloh (* 20. Mai 1784 Bilm; † 1. Dezember 1844 Springe)[50], Tochter des Johann Georg von Lüpke (* 6. März 1748 Celle; † 10. Oktober 1821 Everloh) und wohl eine Schwester des Ludwig Georg von Lüpke
    - Sara Wilhelmine Friederike von Ramdohr (* 1775)

  - Agnes Luise Dorothea von Ramdohr (1742–1812), ⚭ am 15. Oktober 1762 mit Gottfried Otto von Berger (* 26. Januar 1725), Justizrat in Stade
  - Georg Johann Christian von Ramdohr (* 1. September 1745 in Celle; † 2. November 1805 in Einbeck), Amtschreiber in Celle, Hitzacker, Niedeck, Gifhorn, Stiftskanonikus in Einbeck, ⚭ am 5. April 1776 in Schwerin mit Dorothee Elisabeth Manecke (* 22. März 1756 in Schwerin; † 23. Januar 1804 in Einbeck)[51]
    - Peter Albrecht von Ramdohr (* 1777 in Hitzacker; † 8. August 1783 Amt Niedeck bei Göttingen)
    - Friederike Wilhelmine Luise Elisabeth von Ramdohr (* 25. Juli 1778 Amt Niedeck; † 24. September 1830 Hannover-Linden); ⚭ zu Einbeck 5. Januar 1800 den Superintendent und Pastor Friedrich August Crome[52]
    - Georg Heinrich Wilhelm von Ramdohr (* errechnet 1. Mai 1779 Niedeck; † 30. April 1851 in Rotenburg), Advokat in Rotenburg; ⚭ 30. April 1809 in Rotenburg mit Ilsabe Mathaei (* errechnet 16. September 1767; † 30. März 1847 Rotenburg)
      - Wilhelmine Henriette Elisabeth von Ramdohr (* 1809 Rotenburg; † 1866 ebenda)

    - Henriette Georgine von Ramdohr (* 14. November 1781 in Niedeck)[53]
    - Marianne Sophie Auguste von Ramdohr (* 10. Januar 1783 in Niedeck)[54]
    - Caroline Eleonore Albertine von Ramdohr (* 20. Juli 1786 in Gifhorn)
    - Elisabeth Wilhelmine Sophie Dorothee von Ramdohr (* 31. Mai 1793 in Einbeck); ⚭ zu Jeinsen 1823 Ernst August Wilhelm von Liebhaber (* 1773 Wolfenbüttel; † 8. Februar 1837 Winzenburg), Oberförster in Lamspringe und 1814 in Winzenburg